# 八路军120师指挥部曜头旧址
八路军120师指挥部曜头旧址，位于山西省吕梁市临县白文镇曜头村，已列为山西省文物保护单位。

## 保护
2021年8月4日，八路军120师指挥部曜头旧址由山西省人民政府公布为第六批山西省文物保护单位，编号6-310。